# Igor Sacharow-Ross
Igor Sacharow-Ross (* 1947 in Chabarowsk) zählt zu den Pionieren auf dem Gebiet des interdisziplinären Kunstschaffens. Er verfolgt den grenzüberschreitenden Leitgedanken der Syntopie, das heißt der Vernetzung von Wissen, Erfahrung und Können unterschiedlichster gesellschaftlicher Teilbereiche wie Wissenschaft, Kunst, Wirtschaft, Politik etc. im Zeitalter einer globalen Informationsgesellschaft.

## Leben
Igor Sacharow-Ross wurde in Chabarowsk (UdSSR), dem Verbannungsort seiner Eltern, deren Ehe politisch unerwünscht war, nahe der chinesischen Grenze, geboren.
Er studierte an der Pädagogischen Hochschule Chabarowsk, arbeitete dort nach seinem Diplom als Dozent und ging ohne Erlaubnis der Behörden 1971 nach Leningrad. Bald gehörte er zur nonkonformistischen Kunstszene und veranstaltete im Verborgenen die ersten Happenings und Performances im Land überhaupt, die zuerst zur politischen Verfolgung und schließlich 1978 zu seiner Ausbürgerung führten.

### Künstlerisches Werk
Seine Arbeiten, damals auch schon Klangkörperobjekte, waren auf den wenigen möglichen, von ihm mitinitiierten Ausstellungen nichtoffizieller Kunst zu sehen. Sie erregten die Aufmerksamkeit etwa am Institute of Contemporary Arts in London, im Arts Club of Washington, auf der Biennale von Venedig (1977) und im National Museum of Art in Tokio (1978).
Die frühe Auseinandersetzung des Künstlers mit dem Naturbegriff ist von den Jugenderfahrungen in der Taigalandschaft des Amurgebietes im Fernen Osten geprägt. Igor Sacharow-Ross versteht Natur als das Wirkungsfeld von Urkräften, die gleichermaßen segensreich wie zerstörerisch sein können.
Seit den 80er Jahren arbeitet Sacharow-Ross mit molekularen Strukturen wie Krebszellen und Blattformen. Bereits damals suchte der Künstler naturwissenschaftliche Erkenntnisse mit geisteswissenschaftlichen Überlegungen zu verbinden.
Seit den 1990er-Jahren haben sich seine Projekte sowohl räumlich als auch inhaltlich immer weiter ausgedehnt. Vor dem Hintergrund des Syntopie-Gedankens entwickelt er künstlerische Ausdrucksformen, für eine medienübergreifende Kommunikation an der Schnittstelle von ästhetischem und alltäglichem Denken und Handeln.
Igor Sacharow-Ross lebt und arbeitet in Köln und München.

## Einzelausstellungen (Auswahl)
- 1973: Universität Leningrad/St. Petersburg
- 1977: Institute of contemporary art, London; The arts club, Washington; Biennale, Venedig
- 1978: Universität Leuven; Katholische Akademie, Wien
- 1981: Centro Culturale S. Giorgeto, Verona
- 1984: Städtische Kunstsammlungen, Lindau
- 1985: Albrecht Dürer Gesellschaft, Nürnberg
- 1986: Galerie für Original-Radierung, München
- 1987: Künstlerwerkstatt Lothringerstraße 13, München
- 1988: Badischer Kunstverein, Karlsruhe; Kunstfonds Kunstraum, Bonn
- 1989: Kunstverein Ludwigsburg; Kunsthalle Innsbruck; Goethe-Institut, Paris
- 1990: Goethe-Institut, Madrid
- 1992: Städtische Galerie im Museum Folkwang, Essen
- 1993: Neue Tretjakow-Galerie, Moskau; Staatliches Russisches Museum, St. Petersburg; Goethe-Institut, Moskau
- 1994: Kunstverein Rosenheim; Kunststation St. Peter, Köln; Universität Bonn
- 1995: Kunstverein Schwerte
- 1996: The Jerusalem Foundation of Visual Art; Kunstverein Pirmasens
- 1997: Städtische Galerie Meiningen; Musée des Beaux-Arts, Tourcoing/Lille, Frankreich
- 2000: Palais des Nations, Genf; Simultanhalle des Museums Ludwig, Köln
- 2001: Trinitatiskirche, Köln; Museum Ostdeutsche Galerie, Regensburg; Städtische Kunstgalerie, Kaliningrad; Museum für Eisenbahngeschichte, St. Petersburg; Museum für Kommunikation, Frankfurt am Main; Bundesgartenschau, Potsdam
- 2002: Brandenburgischer Kunstverein, Potsdam; Galerie der Bayerischen Landesbank, München
- 2003: Staatliches Architekturmuseum, Moskau; Heike Strelow Projektbüro für Kunst und Kultur, Frankfurt am Main
- 2004: Brotfabrik Galerie, Berlin; Derik-Baegert-Gesellschaft, Schloss Ringenberg
- 2005: Staatliches Zentrum für zeitgenössische Kunst, Moskau
- 2006: Neue Manege, Moskau; Museum Moderner Kunst Passau; Kunstverein Passau; Stadtgalerie Altötting
- 2007: Kunstmuseum Bonn/Deutsches Museum, Bonn; Museum für Kommunikation, St. Petersburg; Ludwig Museum im Staatlichen Russischen Museum, St. Petersburg
- 2008: Staatlichen Zentrum für Photographie, St. Petersburg
- 2009: Fotomuseum Winterthur
- 2009: Kunstraum Dornbirn
- 2010: Deutsches Museum Bonn
- 2011/2012: Galerie Heike Strelow, Frankfurt am Main
- 2017: Frauenmuseum Bonn, Bonn
- 2018: Galerie K42, Siegen
- 2018: Villa Frova, Caneva
- 2021: Museum of Modern Art, Moskau